# Villa Park (Illinois)
Villa Park – wieś w Stanach Zjednoczonych, w stanie Illinois, w hrabstwie DuPage.